# کاراولا (پرییپویه)
کاراولا (به صربی: Karaula) یک منطقهٔ مسکونی در صربستان است که در پریژپولجه واقع شده‌است. کاراولا ۶۳ نفر جمعیت دارد.